# Bungufell
Bungufell är ett berg i republiken Island. Det ligger i regionen Austurland, 400 km öster om huvudstaden Reykjavík. Toppen på Bungufell är 732 meter över havet.
Närmaste större samhälle är Seyðisfjörður, omkring 28 kilometer söder om Bungufell. Trakten runt Bungufell består i huvudsak av gräsmarker.